# Dzień Informatyka
Dzień Informatyka – święto będące wyrazem szacunku i wdzięczności wobec informatyków. W Polsce obchodzone jest corocznie 8 czerwca.